# Тейлорсвилл (Юта)
Тейлорсви́лл (англ. Taylorsville) — город в округе Солт-Лейк (Юта, США). По данным переписи за 2010 год число жителей города составляло 58 652 человек. Тейлорсвилл входит в метрополитенский ареал Солт-Лейк-Сити. 13-й по количеству жителей город Юты.

## Географическое положение
По данным Бюро переписи населения США город имеет общую площадь в 27,7 км². Тейлорсвилл находится на межштатном шоссе 215.

## История
Территория города была заселена Джозефом и Сюзанной Харкер, которые в 1848 году пересекли реку Джордан и основали поселение первоначально названное Овер-Джордан. Тейлорсвилл был частью поселения Уэст-Джордан и был известен как Норт-Джордан. Затем поселение было переименовано в Тейлорсвилл в честь третьего президента мормонской церкви Джона Тейлора.
Город был инкорпорирован в 1996 году. До этого был в его территорию входили статистически обособленная область Тейлорсвилл-Беннион и часть местности Кернс.

## Население
По данным переписи 2010 года население Тейлорсвилла составляло 58 652 человек (из них 49,5 % мужчин и 50,5 % женщин), в городе было 19 761 домашних хозяйств и 14 487 семей. На территории города было расположено 20 671 построек со средней плотностью 746 построек на один квадратный километр суши. Расовый состав: белые — 78,2 %, афроамериканцы — 1,9 %, азиаты — 3,9 %, коренные американцы — 1,0 %. 18,6 % имеют латиноамериканское происхождение.
Население города по возрастному диапазону по данным переписи 2010 года распределилось следующим образом: 27,4 % — жители младше 18 лет, 4,5 % — между 18 и 21 годами, 59,0 % — от 21 до 65 лет и 9,1 % — в возрасте 65 лет и старше. Средний возраст населения — 31,4 год. На каждые 100 женщин в Тейлорсвилле приходилось 98,1 мужчин, при этом на 100 совершеннолетних женщин приходилось уже 95,7 мужчин сопоставимого возраста.
Из 19 761 домашних хозяйств 73,3 % представляли собой семьи: 54,9 % совместно проживающих супружеских пар (24,7 % с детьми младше 18 лет); 12,6 % — женщины, проживающие без мужей и 5,8 % — мужчины, проживающие без жён. 26,7 % не имели семьи. В среднем домашнее хозяйство ведут 2,96 человека, а средний размер семьи — 3,43 человека. В одиночестве проживали 20,6 % населения, 6,7 % составляли одинокие пожилые люди (старше 65 лет).

## Экономика
В 2016 году из 45 624 человека старше 16 лет имели работу 31 332. При этом мужчины имели медианный доход в 41 955 долларов США в год против 34 729 долларов среднегодового дохода у женщин. В 2016 году медианный доход на семью оценивался в 64 630 $, на домашнее хозяйство — в 57 826 $. Доход на душу населения — 24 193 $ в год. 8,6 % от всего числа семей в Тейлорсвилле и 11,5 % от всей численности населения находилось на момент переписи за чертой бедности.